# 1990 RD1
1990 RD1 är en asteroid i huvudbältet som upptäcktes den 14 september 1990 av den amerikanske astronomen Henry E. Holt vid Palomarobservatoriet.
Asteroiden har en diameter på ungefär 15 kilometer och den tillhör asteroidgruppen Veritas.